# Grenoble Métropole Claix Football féminin
Maillots
Le Grenoble Métropole Claix Football féminin (ou GMC2F) est un ancien club de football féminin basé à Claix en Isère et issu du « Claix Football ». L'équipe première de cette section féminine évoluait en deuxième division du championnat de France lorsqu'elle a fusionné avec le Grenoble Foot 38 en juillet 2016.

## Histoire

### Claix Football (1967-2015)
- Quarts de finale du Challenge de France féminin 2005-2006
- Accession à la D2 en 2005 et 2010

### Grenoble Métropole Claix football féminin
Le 1er juillet 2015, sous la présidence de Thierry Semanaz, la section féminine change de nom pour devenir « Grenoble Métropole Claix Football féminin », ce qui marque ainsi l'amplification de l'implication de Grenoble-Alpes Métropole dans le club, et permet à ce dernier de nourrir des ambitions de plus grande ampleur.

### Fusion avec le Grenoble Foot 38
Dès l'été suivant, le GMC2F fusionne avec le club phare de la métropole, le Grenoble Foot 38. La fusion fut plus facilement acceptée du côté claixois que chez les féminines du GF 38 qui se sentent déclassées au sein de leur club. En effet, le GF 38 récupère l'admission en 2e division mais aussi les joueuses et l'entraîneur. Le GMC2F est dissout dans l'opération alors tandis que le football féminin continue à Claix au sein du Claix Football, en championnat départemental.

## Résultats

### Palmarès
- Équipe réserve
  - Finaliste de la coupe Rhône-Alpes : 2012 et 2013

### Bilan saison par saison
| Édition   | Division 2    | Coupe de France |
| --------- | ------------- | --------------- |
| 2004-2005 | D3            | ...             |
| 2005-2006 | 10e (poule B) | 1/4 de finale   |
| 2006-2007 | D3            | ...             |
| 2007-2008 | ...           | ...             |
| 2008-2009 | ...           | ...             |
| 2009-2010 | D3            | 1er tour        |
| 2010-2011 | 6e (poule C)  | 1/16 de finale  |
| 2011-2012 | 4e (poule C)  | 1er tour        |
| 2012-2013 | 3e (poule C)  | 1/4 de finale   |
| 2013-2014 | 3e (poule C)  | 1/16 de finale  |
| 2014-2015 | 5e (poule C)  | 1er tour        |
| 2015-2016 | 4e (poule C)  | 1/8 de finale   |

## Autres équipes
La section féminine compte quatre équipes seniors féminines, l'une joue en championnat U19 National, une en championnat régional (division d'Honneur Rhône-Alpes), les troisièmes et quatrièmes en championnat départemental (district de l'Isère).
En matière de formation de joueuses la section féminine dispose aussi de plusieurs équipes jeunes féminines, les U18F qui évoluent en compétition régionale, U15F et U13F qui évoluent en championnat départemental dans un championnat masculin, ainsi qu'une équipe U11F. Le club entretient une relation avec le lycée André Argouge de Grenoble pour permettre aux joueuese de concilier études et football au sein d'une section sportive scolaire. Chaque saison des joueuses Claixoises intègrent le « Pôle Espoir » de Vaulx-en-Velin[réf. nécessaire].